# Tupi (Praia Grande)

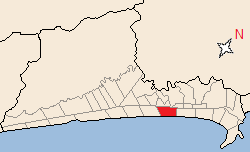
Localização do bairro no município de Praia Grande.

Tupi (ou Tupy) é um dos bairros de Praia Grande localizado no Distrito Sede, pertencente à Zona Leste do município. Localiza-se aqui o 2°DP (Sede) de Praia Grande, localizado na marginal da Via Expressa Sul, divisa com Maxland.
É um bairro residencial, sendo um dos que mais vêm sofrendo com o chamado "boom imobiliário" na Baixada Santista e que mais possui casas de veraneio. O comércio no bairro fica concentrado na Av. Pres. Kennedy e na Av. Pres. Castelo Branco.[carece de fontes?]
No centro geográfico do seu balneário, fica o segundo Emissário Submarino de Praia Grande, que trata seu esgoto e o de bairros próximos e o lança quatro quilômetros ao fundo do mar, ajudando a garantir a balneabilidade das praias.[carece de fontes?]